# Scolodontidae
Scolodontidae zijn een familie van weekdieren uit de klasse van de Gastropoda (slakken).

## Geslacht
- Scolodonta Döring, 1875